# Sphinx gorgon
Sphingonaepiopsis gorgoniades
Espèce
Le sphinx gorgon (Sphingonaepiopsis gorgoniades) est un lépidoptère appartenant à la famille des Sphingidae.
- Répartition : sud-est de l’Europe, sud de la Russie, Turquie, Liban, Irak, Iran et Afghanistan.
- Envergure du mâle : de 11 à 13 mm.
- Période de vol : juin.

## Source
- P.C. Rougeot, P. Viette, Guide des papillons nocturnes d'Europe et d'Afrique du Nord, Delachaux et Niestlé, Lausanne 1978.